# Sémelay
Sémelay és un municipi francès, situat al departament del Nièvre i a la regió de Borgonya - Franc Comtat. L'any 2007 tenia 263 habitants.

## Demografia

### Població
El 2007 la població de fet de Sémelay era de 263 persones. Hi havia 128 famílies, de les quals 60 eren unipersonals (16 homes vivint sols i 44 dones vivint soles), 40 parelles sense fills i 28 parelles amb fills.
La població ha evolucionat segons el següent gràfic:
Habitants censats

### Habitatges
El 2007 hi havia 269 habitatges, 138 eren l'habitatge principal de la família, 102 eren segones residències i 29 estaven desocupats. 261 eren cases i 7 eren apartaments. Dels 138 habitatges principals, 111 estaven ocupats pels seus propietaris, 26 estaven llogats i ocupats pels llogaters i 1 estava cedit a títol gratuït; 1 tenia una cambra, 14 en tenien dues, 31 en tenien tres, 30 en tenien quatre i 62 en tenien cinc o més. 76 habitatges disposaven pel capbaix d'una plaça de pàrquing. A 74 habitatges hi havia un automòbil i a 37 n'hi havia dos o més.

### Piràmide de població
La piràmide de població per edats i sexe el 2009 era:
| Homes | Edats   | Dones |
| ----- | ------- | ----- |
| 0     | 95 o +  | 0     |
| 0     | 90 a 94 | 0     |
| 4     | 85 a 89 | 4     |
| 4     | 80 a 84 | 8     |
| 20    | 75 a 79 | 8     |
| 12    | 70 a 74 | 12    |
| 16    | 65 a 69 | 12    |
| 20    | 60 a 64 | 12    |
| 12    | 55 a 59 | 8     |
| 4     | 50 a 54 | 8     |
| 8     | 45 a 49 | 4     |
| 24    | 40 a 44 | 8     |
| 12    | 35 a 39 | 8     |
| 0     | 30 a 34 | 4     |
| 8     | 25 a 29 | 4     |
| 8     | 20 a 24 | 0     |
| 8     | 15 a 19 | 0     |
| 8     | 10 a 14 | 4     |
| 4     | 5 a 9   | 4     |
| 4     | 0 a 4   | 8     |

## Economia
El 2007 la població en edat de treballar era de 144 persones, 77 eren actives i 67 eren inactives. De les 77 persones actives 66 estaven ocupades (36 homes i 30 dones) i 11 estaven aturades (6 homes i 5 dones). De les 67 persones inactives 37 estaven jubilades, 6 estaven estudiant i 24 estaven classificades com a «altres inactius».

### Ingressos
El 2009 a Sémelay hi havia 135 unitats fiscals que integraven 255 persones, la mediana anual d'ingressos fiscals per persona era de 14.233 €.

### Activitats econòmiques
Dels 7 establiments que hi havia el 2007, 1 era d'una empresa alimentària, 1 d'una empresa de fabricació d'altres productes industrials, 4 d'empreses de construcció i 1 d'una empresa d'hostatgeria i restauració.
Dels 5 establiments de servei als particulars que hi havia el 2009, 2 eren paletes, 1 guixaire pintor, 1 fusteria i 1 restaurant.
L'únic establiment comercial que hi havia el 2009 era una fleca.
L'any 2000 a Sémelay hi havia 22 explotacions agrícoles que ocupaven un total de 1.819 hectàrees.

## Poblacions més properes
El següent diagrama mostra les poblacions més properes.